# Hubert Grimme
Hubert Grimme (* 24. Januar 1864 in Paderborn; † 5. September 1942 in Münster in Westfalen) war ein deutscher Semitist, der an den Universitäten zu Freiburg im Üechtland (1889–1910) und Münster (1910–1929) lehrte. Er trat besonders als Koran- und Bibelforscher hervor.

## Leben
Hubert Grimme war das zweite der elf Kinder des Gymnasialdirektors und Schriftstellers Friedrich Wilhelm Grimme. Er besuchte ab 1872 das Gymnasium zu Heiligenstadt, wohin sein Vater versetzt worden war, und legte 1872 die Reifeprüfung ab. Anschließend studierte er Semitische Philologie, Germanistik und Klassische Philologie in Münster und Berlin, wo er 1886 bei Eduard Sachau mit der Dissertation Palmyra in muslimischer Zeit promoviert wurde. Während seines Studiums wurde er 1881 Mitglied der KDStV Sauerlandia Münster im CV. 1887 absolvierte er das Lehramtsexamen für Deutsch und Latein und arbeitete als Probekandidat am Gymnasium zu Lippstadt.
Seine Absicht war jedoch eine akademische Karriere. Bereits 1889 habilitierte er sich an der Universität Freiburg (Schweiz) für das Fach Orientalistik und wurde 1892 zum ordentlichen Professor ernannt. Nachdem er im akademischen Jahr 1909/1910 das Rektorat der Universität bekleidet hatte, wechselte er 1910 an die Universität Münster, wo er den neu eingerichteten Lehrstuhl für Orientalistik übernahm. 1911 eröffnete er das Orientalische Seminar an der Universität, das er bis zu seiner Emeritierung (1929) leitete. Während des Ersten Weltkriegs diente Grimme von 1917 bis 1918 als Dolmetscher für arabische Gefangene.
Als Forscher beschäftigte sich Grimme hauptsächlich mit der orientalischen Sprach-, Kultur- und Religionswissenschaft. Sein erstes größeres Werk, über Mohammed und die Theologie des Koran (1892–1895), wurde als Standardwerk angesehen und blieb es bis nach seinem Tod. Er beschäftigte  sich mit südarabischen und semitischen Schriften, besonders mit der Entwicklung des hebräischen Alphabets und mit der protosinaitischen Schrift. Nach dem Ersten Weltkrieg veröffentlichte er eine auszugsweise Übersetzung des Korans, in der er den Rhythmus des Originals wiederzugeben bestrebt war.
Als sauerländischer Patriot (sein Vater war Mundartdichter) verfasste Grimme auch ein Standardwerk der Niederdeutschen Philologie: den Göschen-Band Plattdeutsche Mundarten (Leipzig 1910; zweite Auflage 1922).